# Stjepan I. od Iberije
Stjepan I. od Iberije (gruz. სტეფანოზ I), iz dinastije Guaramidi, bio je predsjedavajući knez Iberije (Kartlija, središnja i istočna Gruzija) od oko 590. do 627. godine.
Sin i nasljednik Guarama I., Stjepan je preobratio probizantsku politiku svog oca na proiransku i, zahvaljujući odanosti svojim sasanidskim sizerenima, uspio ponovno staviti Iberiju pod svoj utjecaj. Tbilisi je učinio svojim glavnim gradom. Njegov okretanje od Bizanta također je utjecalo na vjersku situaciju; za razliku od svojih prethodnika, Stjepan se odrekao kalcedonskog i prihvatio mijafizitsko drevno istočno kršćanstvo. Ipak, 608. godine Gruzijska pravoslavna Crkva ponovno je prihvatila kalcedonizam, što je dovelo do raskola sa susjednom Armenskom apostolskom crkvom. Pred kraj velikog bizantsko-sasanidskog rata, 626. godine, teritorij Gruzije napala je bizantska vojska pod carem Heraklijem, kojoj su se sa sjevera pridružili Gok-Turci i Hazari. Tbilisi je bio pod opsadom, a okupiran je krajem 627. ili početkom 628. godine. Stjepan je zarobljen, a Heraklije ga je dao živog oderati. Adarnaz I., rođak iz stare dinastije Hosroidi, imenovan je novim knezom Iberije.
Stjepan I. bio je prvi među gruzijskim vladarima koji je na aversu iberijsko-sasanidske drahme ispisao sam inicijale svog imena, simetrično postavljene po rubu kovanice gruzijskim stiliziranim slovima. Na jedan od naličja svojih novčića, umjesto svetog plamena (Atar), glavnog amblema zoroastrizma, stavio je križ - simbol pobjede kršćanstva. Ovo je bio značajan politički čin koji ukazuje ne na puku Stjepanovu Iranofiliju, već na njegove napore da ponovno uspostavi političku autonomiju istočne Gruzije i ojača kršćansku crkvu.
Na vanjskoj kamenoj ploči crkve Svetog Križa u Mcheti spominju se glavni graditelji ove crkve: Stjepan patricius, Dmitar hypatos i Adarnaz hypatos koje su gruzijski učenjaci tradicionalno izjednačavali sa Stjepanom I, sinom Guarama; Dmitrom - Stjepanovim bratom, te Adarnazom I. Međutim, mišljenje koje je iznio povjesničar Kiril Tumanov ne slaže se s tim stavom, već poistovjećuje ove osobe sa Stjepanom II., Dmitrom (bratom Stjepana I.) i Adarnazom II. (sinom Stjepana II.)